# Société canadienne de science économique
La Société canadienne de science économique (SCSE) est une société savante qui se consacre à la promotion et à l'avancement de la science économique chez les francophones au Canada. Elle a été fondée en 1960 à Montréal.